# Rajon Orhei
Der Rajon Orhei (rumänisch Raionul Orhei) ist ein Rajon in der Republik Moldau. Die Rajonshauptstadt ist Orhei.

## Geographie
Der Rajon liegt im Zentrum des Landes am Fluss Răut. Er grenzt an die Rajons Călărași, Criuleni, Rezina, Strășeni und Telenești sowie an das abtrünnige Gebiet Transnistrien.

## Geschichte
Der Rajon Orhei besteht seit 2003. Bis Februar 2003 gehörte das Gebiet zum größeren und inzwischen aufgelösten Kreis Orhei (Județul Orhei).

## Bevölkerung

### Bevölkerungsentwicklung
1959 lebten im Gebiet des heutigen Rajons 103.809 Einwohner. In den darauf folgenden Jahrzehnten stieg die Zahl der Einwohner kontinuierlich an: von 126.204 im Jahr 1970 über 129.406 im Jahr 1979 bis zu 131.471 im Jahr 1989. Bis 2004 sank wie in ganz Moldau die Bevölkerungszahl des Rajons, die in jenem Jahr 116.271 betrug. 2014 lag sie bei 101.502.

### Volksgruppen
Laut der Volkszählung 2004 stellen die Moldauer mit 86,4 % die anteilsmäßig größte Volksgruppe im Rajon Orhei, gefolgt von den Rumänen mit 7,1 %, den Ukrainern mit 3,9 % und den Russen mit 1,9 %. Kleinere Minderheiten bilden die Gagausen und Bulgaren mit jeweils 0,1 %.

## Kultur und Sehenswürdigkeiten

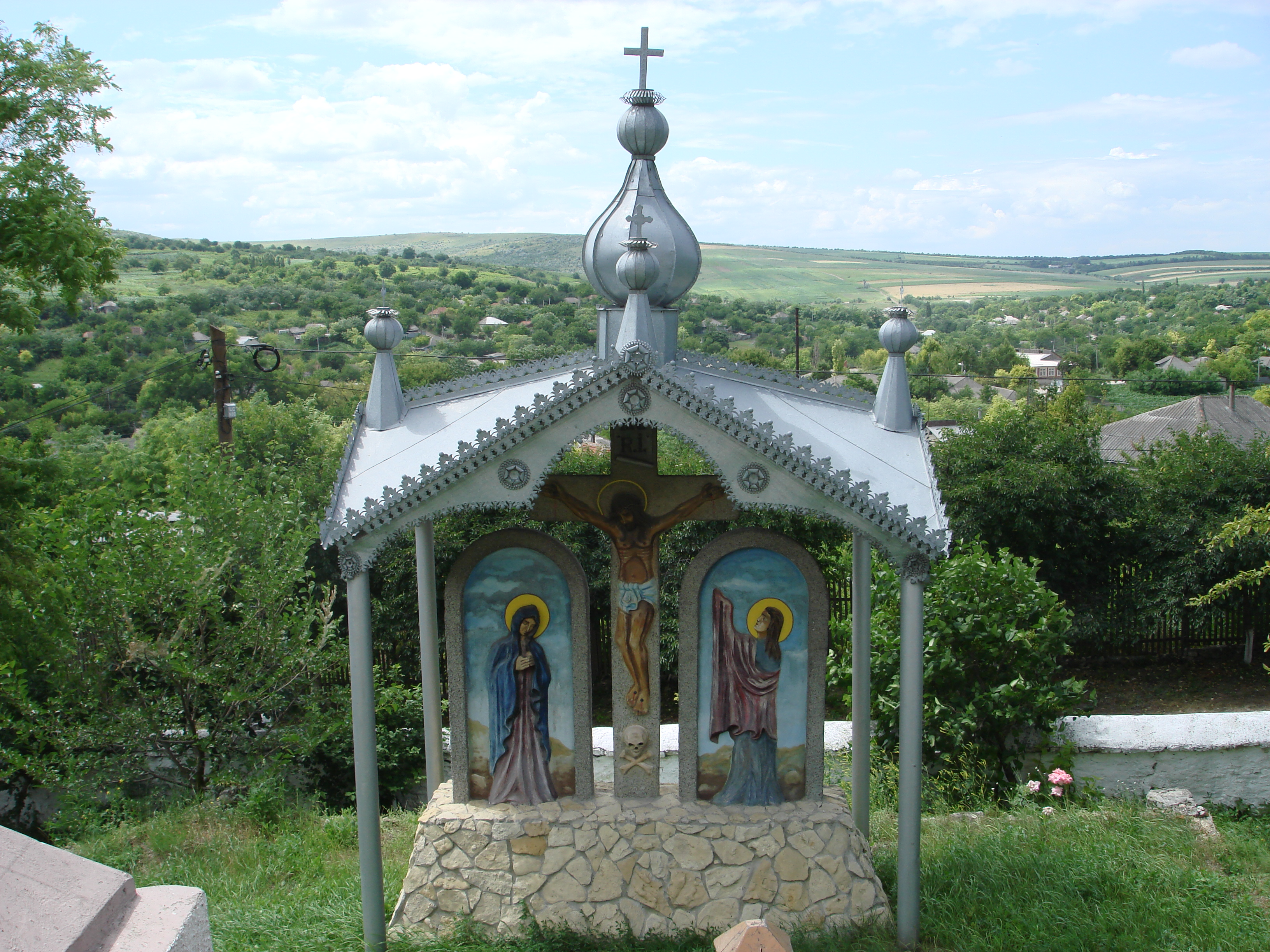
Kreuz bei einer orthodoxen Kirche im Rajon Orhei

Das mehrere Dutzend Hektar umfassende mittelalterliche Siedlungsgebiet Orheiul Vechi („Alt-Orhei“) ist die größte touristische Attraktion Moldaus. Im dortigen Dorf Butuceni gibt es ein archäologisches und volkskundliches Museum.
Im Dorf Ivancea befand sich ein unter der Schirmherrschaft des Nationalmuseums für Völkerkunde und Naturgeschichte gegründeter Museumskomplex mit einer Sammlung moldauischer Handwerkskunst, das allerdings auf Grund von Finanzierungsproblemen geschlossen wurde. Im Geburtshaus des Fabel-Dichters und Übersetzers Alexandru Donici (1806–1865) im Dorf Donici ist seit 1976 ein Museum untergebracht.
Das Kloster Curchi im Gemeindegebiet von Vatici mit einer neobyzantinischen und einer klassizistischen Kirche ist ein bedeutendes Baudenkmal des 18. und 19. Jahrhunderts.